# Borís Sávinkov
Borís Víktorovich Sávinkov (en ruso: Бори́с Ви́кторович Са́винков; Járkov, 19 de enero de 1879 - 7 de mayo de 1925), escritor y revolucionario ruso, uno de los dirigentes de la «Organización de Combate» del Partido Socialista Revolucionario, responsable de los asesinatos más espectaculares de funcionarios imperiales en 1904 y 1905, acontecimientos que relató en su novela El caballo amarillo, escrita en París en 1909.
Aventurero, masón, espiritualista, terrorista y embaucador, conspirador y obsesionado con la violencia nació en el seno de una familia noble en 1879. Se unió a diversas causas políticas: el socialismo polaco, el socialismo revolucionario, la Unión por la Defensa de la Patria y la Libertad (organización antibolchevique), el Movimiento Blanco y el fascismo italiano. Exponente clásico de un dandi adicto al sexo y a la morfina, se caracterizó por una inclinación continua al terrorismo, aunque siempre como planificador y no como ejecutor de los ataques.
Más tarde, se convirtió en Viceministro de la Guerra del Gobierno Provisional, a pesar de carecer de formación militar. Involucrado en el fallido golpe de Kornílov, fue relevado de su puesto gubernamental. Abandonó el PSR y combatió al Gobierno de Lenin durante la Guerra civil rusa, con una posición política cada vez más conservadora. En su enfrentamiento con los bolcheviques, apoyó a diversos movimientos contrarrevolucionarios como los del atamán cosaco Alekséi Kaledín, el general Mijaíl Alekséyev o el almirante Aleksandr Kolchak.
En 1920, emigró —manteniendo sus actividades antibolcheviques desde el extranjero— para, cuatro años después, regresar a la Unión Soviética, donde fue detenido. Atraído por una promesa de perdón, fue procesado por las autoridades soviéticas en un juicio propagandístico, pero se suicidó poco después.

## Comienzos

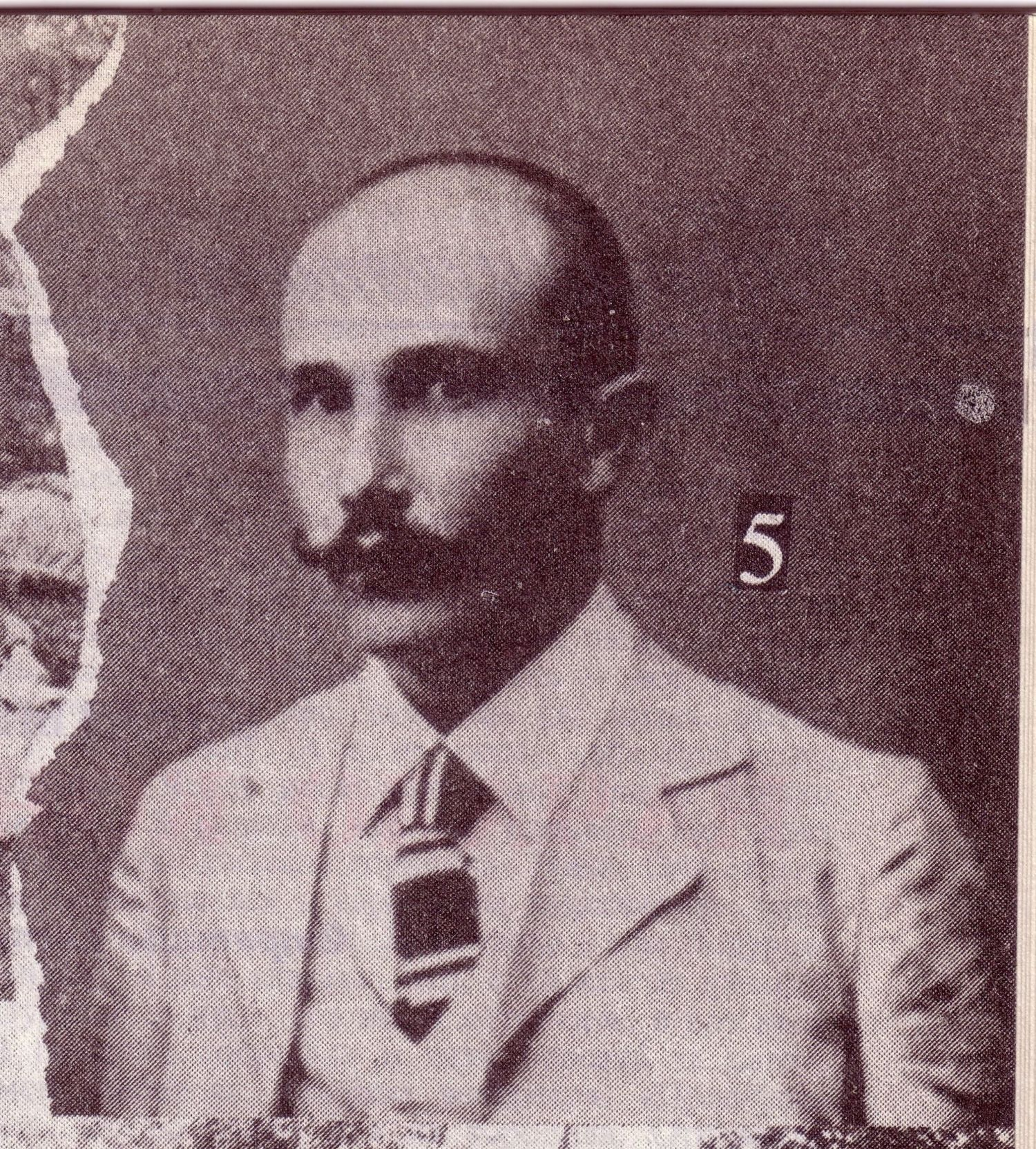
Borís Sávinkov en 1903.

Nacido en Járkov en 1879, Sávinkov era hijo de un fiscal zarista afincado en Varsovia que pertenecía a la nobleza. Con la edad de dieciocho años ingresó en la Facultad de Derecho de la Universidad de San Petersburgo, pero dos años después fue expulsado en 1899 por su participación en unas revueltas estudiantiles. Después estudió en Berlín y Heidelberg. Durante su periodo universitario se unió al movimiento revolucionario contrario al régimen zarista.
Desde 1898, fue miembro de diversas organizaciones socialistas, y en 1901 lo detuvieron y desterraron a Vólogda, condenado por sedición. En su exilio se relacionó con intelectuales como Nikolái Berdiáyev. En la primavera de 1903, abandonó la socialdemocracia para unirse a los socialistas revolucionarios. Influido por Yekaterina Breshko-Breshkóvskaya, decidió dedicarse al terrorismo, huyó al extranjero en junio y marchó a Ginebra, a ofrecer sus servicios a la Organización de Combate socialrevolucionaria. En agosto lo presentaron a Yevno Azef y se unió formalmente a la organización. Se convirtió en lugarteniente de Azef en la Organización.

## Terrorista socialrevolucionario
Sávinkov se convirtió en una figura legendaria entre los terroristas socialrevolucionarios. Poeta, jugador y «luchador por la libertad», participó en el asesinato de varias figuras del gobierno autocrático imperial, aunque siempre como organizador, no como ejecutor de los atentados.
Tras participar en la vigilancia del ministro de Interior ruso, Viacheslav von Pleve y fracasar en asesinarlo, marchó a Ucrania con el fin de acabar con la vida del gobernador general de Kiev. Azef se reunió con él y su grupo en Kiev, y los convenció para regresar a la capital y retomar los planes de asesinato del ministro del Interior, operación que quedó a cargo de Sávinkov. Por el asesinato de Viacheslav von Pleve, y su participación en el asesinato de gran duque Sergio Aleksándrovich Románov, tío y cuñado del Zar, fue detenido en 1906 y condenado a muerte. Sin embargo, logró escaparse de su celda para huir a Rumania y, posteriormente, a Francia.
En 1908, Sávinkov se convirtió en jefe de la Organización de Combate SR.

## Abandono del PSR y escritura
En 1911, con 22 años, se retiró del partido ante la gran cantidad de enemigos que se había ganado en él y se instaló en la Costa Azul, donde se dedicó a la escritura de ficción, con gran éxito. Durante la guerra mundial, se contó entre los que sostuvieron una postura defensista. Su vida en Francia, sin embargo, no estuvo centrada en la política, sino en el lujo, las amantes, los casinos, la morfina y la ropa elegante.

## El periodo revolucionario

### El Gobierno Provisional y el golpe de Kornílov

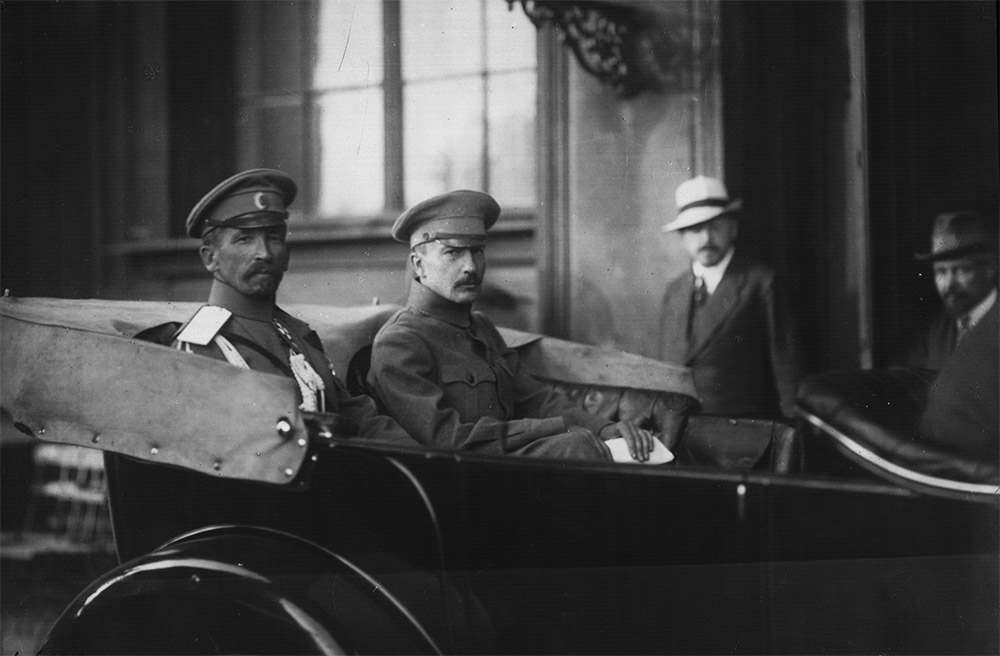
Sávinkov (dcha.) junto al general Lavr Kornílov, al que apoyó en su ascenso y en su intento fracasado de imponer una dictadura militar, en colaboración con Aleksandr Kérenski.

Después de participar en la Primera Guerra Mundial como voluntario en el Ejército francés, regresó a Rusia en abril de 1917, en un grupo de defensistas y en julio pasó a ser viceministro de Guerra del Gobierno provisional ruso de Aleksandr Kérenski.
Ardiente defensista y parte del ala más conservadora de los socialrevolucionarios, Sávinkov se oponía al Sóviet de Petrogrado. Participó en el periódico Volia Naroda (La voluntad popular), editado por Andréi Argunov y tribuna de los más conservadores socialrevolucionarios, en las que demostró sus grandes dotes como escritor.
Defensor de la autoridad del Estado, nacionalista, despreciaba a las masas y mantenía su tendencia a recurrir a métodos violentos como en su pasado terrorista. Teóricamente socialrevolucionario porque nunca había sido expulsado del partido, no mantenía la disciplina de la formación y no contaba con el respaldo de esta, aunque sí con el de Kérenski. Más activista que teórico, con escaso apego en realidad a las diferentes ideologías, llevó una vida de lujo gracias a la apropiación de fondos destinados a las causas políticas que supuestamente defendía.
Su influencia fue crucial en el nombramiento de Lavr Kornílov para mandar el frente del suroeste, del que era comisario (8 de juliojul./ 21 de julio de 1917greg.) y más tarde (18 de juliojul./ 31 de julio de 1917greg. como comandante en jefe del Ejército.
Sin embargo, el 30 de agosto, dimitió y fue expulsado del Partido Social-Revolucionario (o Partido Socialista Revolucionario) por su papel en el levantamiento del general Lavr Kornílov en septiembre de 1917.

### Actividades antibolcheviques
Después permaneció en Rusia como contrarrevolucionario durante el periodo que sucedió a la Revolución de Octubre. Primero se unió a las tropas cosacas del general Piotr Krasnov, que fracasaron en su intento de retomar Petrogrado. En diciembre de 1917, se hallaba en Novocherkask, tratándose de ganar la confianza de Kornílov y Mijaíl Alekséyev, trasladándose en enero de 1918 a Moscú tras pasar brevemente por Petrogrado, desilusionado con la falta de actividad en el Don contra los bolcheviques; en Moscú fundó la «Unión para la Defensa de la Patria y La Libertad», con el beneplácito de los generales. Manteniendo su inclinación a la intriga y a su engrandecimiento personal, Sávinkov trató de ampliar el tamaño de su organización, buscando en especial la cooperación de los antiguos oficiales del Ejército. En abril de 1918, comenzó a recibir financiación del Don y a finales de mes había comenzado a mantener contactos con los Aliados y la organización empezó a crecer. En mayo, decía contar con el apoyo de 5000 de ellos y con respaldo francés.
Muchas de las asociaciones clandestinas de oficiales, sin embargo, se mostraron más interesadas en buscar la cooperación de Alemania, algo inaceptable para el francófilo Sávinkov que, por otra parte, consideraba a la también antibolchevique Unión por la Regeneración de Rusia excesivamente izquierdista como para unirse a ella. A pesar de las acciones de la Cheka, que logró detener a cien de sus seguidores, la dirección de la Unión logró escapar y continuar con sus actividades, desencadenando tres rebeliones en julio. La organización clandestina de Sávinkov, la «Unión para la Defensa de La Patria y La Libertad», recibió fondos de los Aliados, convencidos de la disposición de Sávinkov de retomar la lucha contra los Imperios Centrales y estaba en contacto con otras organizaciones antibolcheviques cercanas al Ejército Voluntario. El representante británico Bruce Lockhart había suspendido sus contactos con Sávinkov antes del alzamiento por orden de Londres, pero los franceses lo habían respaldado a través de su consulado moscovita.
En Petrogrado, el capitán británico Cromie también mantenía contactos con la Unión de Sávinkov. Diversos planes como el hundimiento de la Flota del Báltico, el asesinato de Lenin y Trotski o un levantamiento en Moscú a comienzos de junio no se llevaron a cabo, en parte por el arresto de una parte considerable de la Unión por las fuerzas de seguridad bolcheviques a mediados de mayo. Hasta comienzos de junio, la Unión no estuvo en condiciones de volver a funcionar y, para entonces, el alzamiento en la capital se descartó al estar convencido Sávinkov de la inminencia de la ocupación alemana de la ciudad. Según Lockhart, el embajador francés había indicado a los contrarrevolucionarios que la intervención Aliada a gran escala tendría lugar a finales de junio, desencadenando el levantamiento prematuro de Sávinkov. Noulens había convencido a Sávinkov para que tomase el control de Yaroslavl, Rýbinsk, Kostromá y Múrom. A mediados del mes de julio, ante la petición desesperada del «Centro Nacional», al que pertenecía tanto la organización de Sávinkov como la de Mijaíl Alekséyev, Lockhart le entregó un millón de rublos, sin el permiso de Londres.
El 6 de julio de 1918, coincidiendo con el Alzamiento socialrevolucionario en Moscú, encabezó la rebelión que arrebató al Gobierno bolchevique la ciudad de Yaroslavl, junto al Volga, entre Vólogda y Moscú, a pesar de emplear escasos combatientes y pobre armamento. Los obreros y campesinos locales apoyaron la revuelta y esta se extendió brevemente a algunas ciudades cercanas (Rýbinsk y Múrom), hasta ser aplastada por las tropas del Gobierno el 21 de julio de 1918, tras la llegada de artillería pesada y refuerzos desde Moscú, a la que siguió una sangrienta represión de sus partidarios, ejecutados por centenares.
A finales de 1919, se hallaba en París, donde propuso a los Aliados formar una nueva organización antibolchevique que uniese los restos de las fuerzas rusas «blancas» con los Ejércitos de los estados fronterizos; su propuesta fue rechazada por Georges Clemenceau. Se hallaba en la capital francesa como enviado especial de Kolchak.

## Exilio y regreso

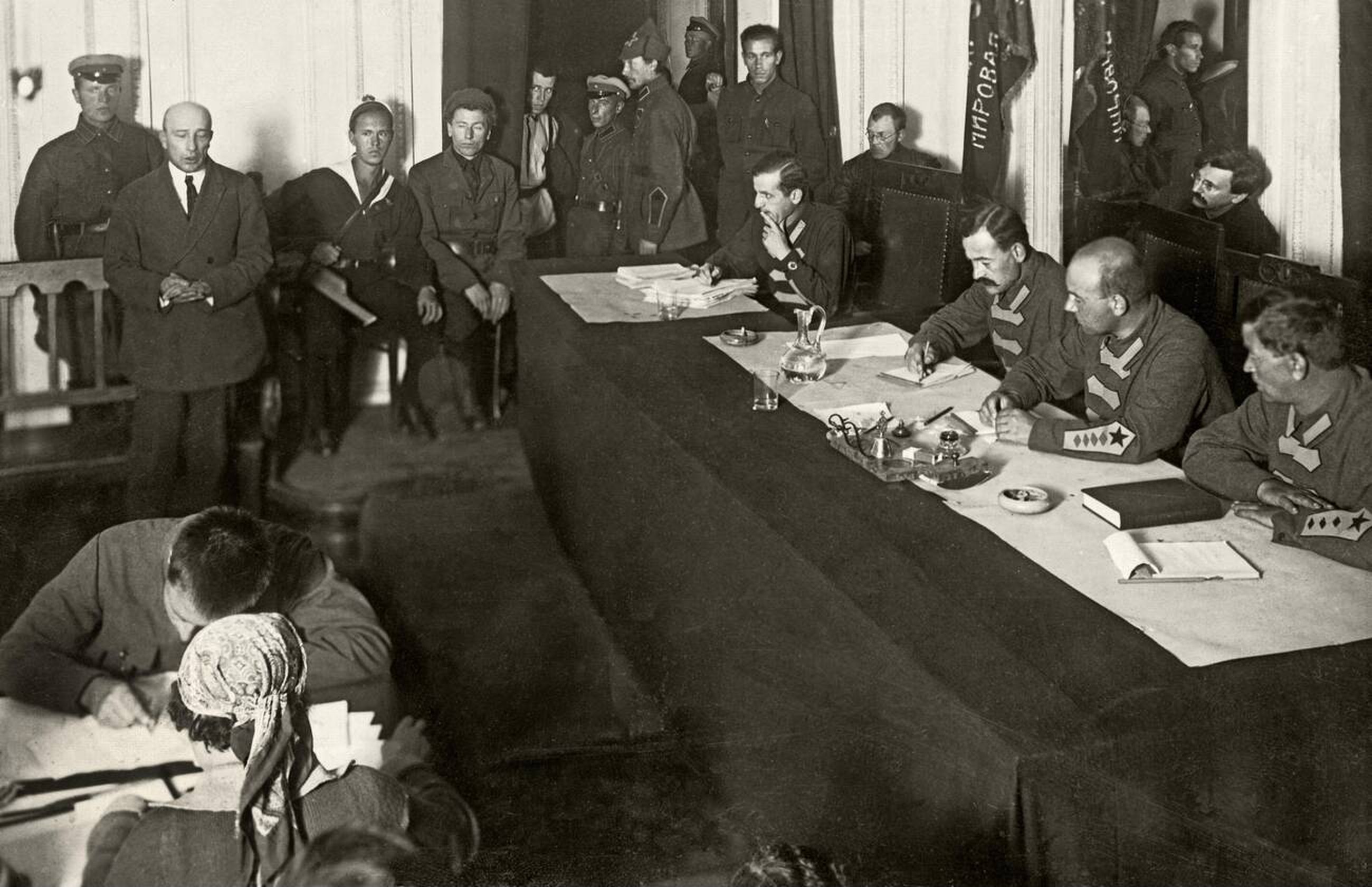
Juicio de Sávinkov (de pie a la izqda.). A la dcha. apoyado a la pared está sentado Viacheslav Menzhinski, 1924.

Trató en vano de recabar la ayuda de diversas potencias para enfrentarse al Gobierno soviético. La vida de lujo de su grupo de partidarios acabó con los escasos fondos de que disponía y en él se infiltraron agentes soviéticos.
Después de ser engañado por la policía secreta bolchevique, en el marco de la Operación Trust, regresó de nuevo a la Unión Soviética y fue inmediatamente arrestado y condenado a muerte por el Colegio Militar de la Corte Suprema de la URSS, pero el VTsIK (Comité Ejecutivo Central Panruso) convirtió esta sentencia en una condena de diez años. Su juicio tuvo lugar en 1924. Durante su encarcelación se dedicó a escribir historias satíricas sobre soldados del Ejército Blanco y pudo verlas publicadas en Moscú. Murió en 1925 al caer por una ventana de la cárcel de Lubianka, aunque no está claro si fue empujado o se suicidó.

## Obra
Borís Sávinkov escribió diversas novelas, su obra más conocida es su autobiografía Memorias de un terrorista y una novela ligeramente autobiográfica llamada El caballo amarillo que fue adaptada al cine.

### Obra escogida en ruso
- Конь бледный, 1909 (El caballo amarillo).
- То, чего не было, 1912 (Aquello que no sucedió).
- Воспоминания террориста, 1917 (Memorias de un terrorista)
- Конь вороной, 1923 (El caballo negro)

### Traducciones al español
- Memorias de un terrorista, traducción y prefacio de Andreu Nin, 1931;
  - Reedición de Memorias de un terrorista, 2017. ISBN 978-84-617-8077-8
- El caballo amarillo (Diario de un terrorista ruso), trad. de James y Marian Womack, Impedimenta, 2009 ISBN 978-84-937110-8-5.
- El caballo negro, trad. de Marta Rebón, introducción de Ferran Mateo, Impedimenta, 2013 ISBN 978-84-15130-36-9.